# Кызыл-Юрт
Кызы́л-Ю́рт (ног. Кызыл-Юрт, Балта) — аул в Хабезском районе Карачаево-Черкесской Республики. 
Входит в состав муниципального образования «Псаучье-Дахское сельское поселение».

## География
Аул расположен в восточной части Хабезского района, на левом берегу реки Малый Зеленчук. Находится в 20 км к северо-востоку от районного центра Хабез, и в 18 км к западу от города Черкесск.
Граничит с землями населённых пунктов: Малый Зеленчук на юге и Псаучье-Дахе на севере.
Населённый пункт расположено в предгорной зоне республики. Рельеф местности представляет собой холмистую равнину. Терраса имеет общий уклон с запада на восток в сторону долины реки. Средние высоты на территории сельского поселения составляют 564 метров над уровнем моря.
Гидрографическая сеть в основном представлена рекой Малый Зеленчук и его левым притоком Нагоюко, протекающей вдоль северной окраины населённого пункта. К западу от аула расположены несколько крупных водоёмов используемые для разведения промысловых рыб.
Климат умеренный. Средняя годовая температура воздуха составляет около +10°С. Наиболее холодный месяц — январь (среднемесячная температура — 1,5°С), а наиболее тёплый — июль (+21°С). Заморозки начинаются в начале декабря и заканчиваются в начале апреля. Среднее количество осадков в год составляет около 740 мм в год. Основная их часть приходится на период с апреля по июнь.

## История
Населённый пункт основан солтанульскими ногайцами. В 1929 году постановлением Президиума ВЦИК посёлок Балтинский был переименован в Кизыл-Юрт.
В 1957 году аул передан в состав Псаучье-Дахского сельсовета.

## Население
| 2002 | 2010 | 2021 |
| ---- | ---- | ---- |
| 645  | ↗651 | ↘541 |

Национальный состав
По данным Всероссийской переписи населения 2010 года:
| Народ   | Численность, чел. | Доля от всего населения, % |
| ------- | ----------------- | -------------------------- |
| ногайцы | 572               | 87,9 %                     |
| черкесы | 42                | 6,5 %                      |
| другие  | 37                | 5,7 %                      |
| всего   | 651               | 100 %                      |

По данным Всероссийской переписи населения 2021 года:
| Народ               | Численность, чел. | Доля от всего населения, % |
| ------------------- | ----------------- | -------------------------- |
| ногайцы             | 448               | 82,81 %                    |
| черкесы             | 36                | 6,65 %                     |
| даргинцы            | 18                | 3,33 %                     |
| русские             | 16                | 2,96 %                     |
| карачаевцы          | 11                | 2,03 %                     |
| другие / не указано | 12                | 2,22 %                     |
| всего               | 541               | 100,0 %                    |

## Известные уроженцы, жители
Хасан Шахимович Булатуков (16.8.1907 — 22.12.1937) — ногайский советский писатель, политик. Основоположник ногайской советской литературы. Его именем названа улица и школа в родном ауле.

## Образование
- Средняя общеобразовательная школа № 1 — ул. Булатукова, 4.
- Начальная школа Детский сад «Тополёк» — ул. Ленина, 17.

## Улицы
| Ахлова     |
| Булатукова |
| Вторая     |

| Зелёная |
| Ленина  |
| Новая   |

| Первая       |
| Полевая      |
| Раскельдиева |